# قيلج (جرجر)
قيلج (بالكردية: Bekiran‏) (بالتركية: Kılıç)‏ هي قرية كرديّة تتبع إداريّاً لمديرية جرجر في محافظة أديامان التركية، بلغ عدد سكانها 438 نسمة في عام 2021.